# Gałąźnia Wielka
Gałąźnia Wielka (kaszub. Wiôlgô Gałązniô) – wieś w Polsce położona w województwie pomorskim, w powiecie bytowskim, w gminie Kołczygłowy na obszarze Parku Krajobrazowego Dolina Słupi.
W latach 1975–1998 miejscowość administracyjnie należała do województwa słupskiego.
Wieś stanowi sołectwo gminy Kołczygłowy.
Około 0,8 km na północny zachód od zabudowań wsi znajduje się głaz narzutowy „Smocze jajo”.